# Graszakspin
De graszakspin (Clubiona genevensis) is een spinnensoort in de taxonomische indeling van de struikzakspinnen (Clubionidae).
Het dier komt uit het geslacht Clubiona. Clubiona genevensis werd in 1866 beschreven door Ludwig Carl Christian Koch.